# Pezens
Pezens  est une commune française située dans le département de l'Aude, en région Occitanie.
Le patrimoine architectural de la commune comprend deux immeubles protégés au titre des monuments historiques : la chapelle de la Madeleine, inscrite en 1949, et le château de Pech Redon, inscrit en 2022.
Selon l'abbé Edmond Baichère (érudit bagnolois et curé carcassonnais ; 1857-1926), Pezens a aussi porté le nom de Voisins de 1670 à 1831, à mettre en relation avec ses seigneurs issus de la famille de Voisins. Cette information confirme celle donnée par Jean Vaysse de Villiers (1767-1834).

## Géographie
Située dans le Lauragais sur Le Fresquel, Pezens se trouve à 7 km au nord-ouest de Carcassonne.

### Communes limitrophes
Les communes limitrophes sont  Carcassonne, Caux-et-Sauzens, Moussoulens, Pennautier, Sainte-Eulalie, Ventenac-Cabardès et Villesèquelande.
|                 | Moussoulens     | Ventenac-Cabardès |
| Sainte-Eulalie  | Pezens          | Pennautier        |
| Villesèquelande | Caux-et-Sauzens | Carcassonne       |

### Hydrographie
La commune est dans la région hydrographique « Côtiers méditerranéens », au sein du bassin hydrographique Rhône-Méditerranée-Corse. Elle est drainée par le canal du Midi, le Fresquel, la Rougeanne, le ruisseau de Rounel, le ruisseau du Reboulidou et le ruisseau de la Font de Saule, qui constituent un réseau hydrographique de 12 km de longueur totale,.
Le canal du Midi, d'une longueur totale de 239,8 km, est un canal de navigation à bief de partage qui relie Toulouse à la mer Méditerranée depuis le xviie siècle.

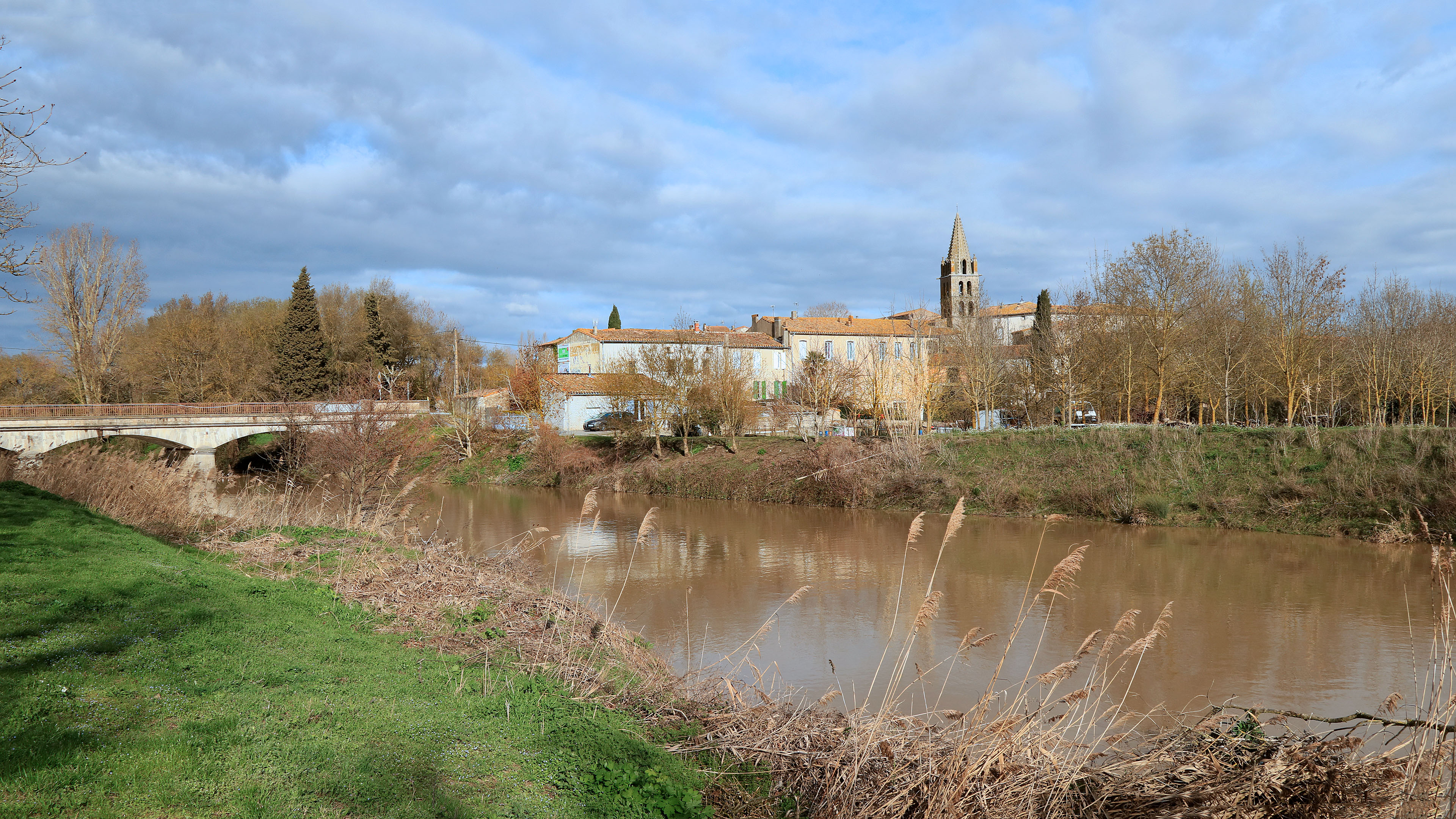
Le Fresquel.

Le Fresquel, d'une longueur totale de 63 km, prend sa source dans la commune de Baraigne et s'écoule d'ouest en est. Il traverse la commune et se jette dans l'Aude à Carcassonne, après avoir traversé 22 communes.
La Rougeanne, d'une longueur totale de 33,5 km, prend sa source dans la commune d'Escoussens et s'écoule vers le sud. Elle traverse la commune et se jette dans le Fresquel sur le territoire communal, après avoir traversé 10 communes.

### Climat
Pour des articles plus généraux, voir Climat de l'Occitanie et Climat de l'Aude.
En 2010, le climat de la commune est de type climat du Bassin du Sud-Ouest, selon une étude s'appuyant sur une série de données couvrant la période 1971-2000. En 2020, Météo-France publie une typologie des climats de la France métropolitaine dans laquelle la commune est exposée à un climat océanique altéré et est dans la région climatique Aquitaine, Gascogne, caractérisée par une pluviométrie abondante au printemps, modérée en automne, un faible ensoleillement au printemps, un été chaud (19,5 °C), des vents faibles, des brouillards fréquents en automne et en hiver et des orages fréquents en été (15 à 20 jours).
Pour la période 1971-2000, la température annuelle moyenne est de 13,8 °C, avec une amplitude thermique annuelle de 15,9 °C. Le cumul annuel moyen de précipitations est de 679 mm, avec 8,9 jours de précipitations en janvier et 4,6 jours en juillet. Pour la période 1991-2020, la température moyenne annuelle observée sur la station météorologique la plus proche, située sur la commune de Ventenac-Cabardès à 2 km à vol d'oiseau, est de 14,4 °C et le cumul annuel moyen de précipitations est de 774,1 mm,. Pour l'avenir, les paramètres climatiques de la commune estimés pour 2050 selon différents scénarios d'émission de gaz à effet de serre sont consultables sur un site dédié publié par Météo-France en novembre 2022.

### Milieux naturels et biodiversité
L’inventaire des zones naturelles d'intérêt écologique, faunistique et floristique (ZNIEFF) a pour objectif de réaliser une couverture des zones les plus intéressantes sur le plan écologique, essentiellement dans la perspective d’améliorer la connaissance du patrimoine naturel national et de fournir aux différents décideurs un outil d’aide à la prise en compte de l’environnement dans l’aménagement du territoire.
Une ZNIEFF de type 2 est recensée sur la commune :
les « causses du piémont de la Montagne Noire » (8 830 ha), couvrant 20 communes du département.

## Urbanisme

### Typologie
Au 1er janvier 2024, Pezens est catégorisée bourg rural, selon la nouvelle grille communale de densité à 7 niveaux définie par l'Insee en 2022.
Elle est située hors unité urbaine. Par ailleurs la commune fait partie de l'aire d'attraction de Carcassonne, dont elle est une commune de la couronne,. Cette aire, qui regroupe 115 communes, est catégorisée dans les aires de 50 000 à moins de 200 000 habitants,.

### Occupation des sols
L'occupation des sols de la commune, telle qu'elle ressort de la base de données européenne d’occupation biophysique des sols Corine Land Cover (CLC), est marquée par l'importance des territoires agricoles (94,7 % en 2018), en diminution par rapport à 1990 (95,9 %). La répartition détaillée en 2018 est la suivante : 
cultures permanentes (47,1 %), terres arables (33,4 %), zones agricoles hétérogènes (14,2 %), zones urbanisées (5,3 %). L'évolution de l’occupation des sols de la commune et de ses infrastructures peut être observée sur les différentes représentations cartographiques du territoire : la carte de Cassini (XVIIIe siècle), la carte d'état-major (1820-1866) et les cartes ou photos aériennes de l'IGN pour la période actuelle (1950 à aujourd'hui).

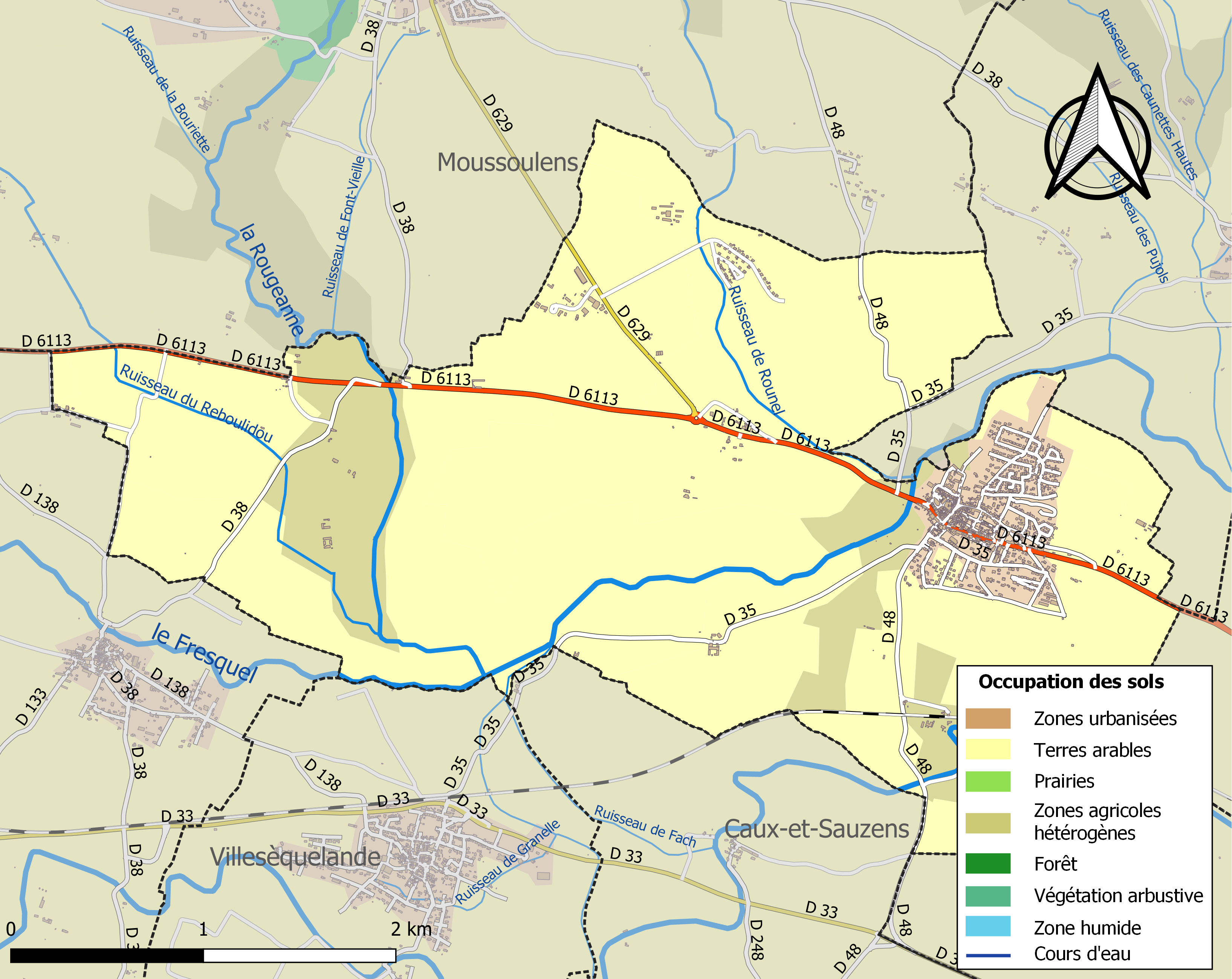
Carte des infrastructures et de l'occupation des sols de la commune en 2018 (CLC).

Entre 1790 et 1794, la commune a absorbé la commune voisine d’Alzau.

## Toponymie
Au cours de la Révolution française, la commune, alors nommée Voisins depuis 1670, date de son érection en baronnie au profit de la famille de Voisins, avec entrée aux Etats du Languedoc, retrouve provisoirement son nom de  Pezens. 
Ayant ensuite repris son nom antérieur pendant la restauration, la commune adopte finalement ce nom en 1831, pour le conserver jusqu'à aujourd'hui, 

## Politique et administration

### Liste des maires
| Période                                  | Période  | Identité           | Étiquette | Qualité             |
| ---------------------------------------- | -------- | ------------------ | --------- | ------------------- |
| 1965                                     | 1979     | Jean Diviez        | RI        |                     |
| 1979                                     | 1992     | Roger Barde        |           |                     |
| 1992                                     | 2008     | Jean Diviez        | UDF       |                     |
| 2008                                     | 2014     | Jean-Pierre Botsen | SE        |                     |
| mars 2014                                | En cours | Philippe Fau       | SE        | Chirurgien dentiste |
| Les données manquantes sont à compléter. |          |                    |           |                     |

## Démographie
L'évolution du nombre d'habitants est connue à travers les recensements de la population effectués dans la commune depuis 1793. Pour les communes de moins de 10 000 habitants, une enquête de recensement portant sur toute la population est réalisée tous les cinq ans, les populations de référence des années intermédiaires étant quant à elles estimées par interpolation ou extrapolation. Pour la commune, le premier recensement exhaustif entrant dans le cadre du nouveau dispositif a été réalisé en 2008.

En 2022, la commune comptait 1 598 habitants, en évolution de +7,39 % par rapport à 2016 (Aude : +2,65 %, France hors Mayotte : +2,11 %).
| 1793 | 1800 | 1806 | 1821 | 1831  | 1836  | 1841  | 1846  | 1851 |
| ---- | ---- | ---- | ---- | ----- | ----- | ----- | ----- | ---- |
| 904  | 911  | 999  | 984  | 1 019 | 1 075 | 1 018 | 1 025 | 958  |

| 1856  | 1861  | 1866  | 1872 | 1876  | 1881  | 1886  | 1891  | 1896 |
| ----- | ----- | ----- | ---- | ----- | ----- | ----- | ----- | ---- |
| 1 030 | 1 040 | 1 049 | 988  | 1 010 | 1 046 | 1 053 | 1 029 | 979  |

| 1901 | 1906  | 1911 | 1921 | 1926 | 1931 | 1936 | 1946 | 1954 |
| ---- | ----- | ---- | ---- | ---- | ---- | ---- | ---- | ---- |
| 993  | 1 004 | 871  | 841  | 880  | 920  | 968  | 884  | 917  |

| 1962 | 1968 | 1975  | 1982  | 1990  | 1999  | 2006  | 2008  | 2013  |
| ---- | ---- | ----- | ----- | ----- | ----- | ----- | ----- | ----- |
| 914  | 934  | 1 212 | 1 087 | 1 090 | 1 114 | 1 234 | 1 251 | 1 390 |

| 2018  | 2022  | - | - | - | - | - | - | - |
| ----- | ----- | - | - | - | - | - | - | - |
| 1 562 | 1 598 | - | - | - | - | - | - | - |

## Économie

### Viticulture
- Cité-de-carcassonne (IGP)

## Culture locale et patrimoine

### Lieux et monuments
- Chapelle Sainte-Madeleine. L'édifice a été inscrit au titre des monuments historiques en 1949[26].
- Église Saint-Jean-Baptiste de Pezens. L'édifice est référencé dans la base Mérimée et à l'Inventaire général Région Occitanie[27].
- Château de Pech-Redon. L'édifice a été inscrit au titre des monuments historiques en 2022[28].
- Château d'Alzau.

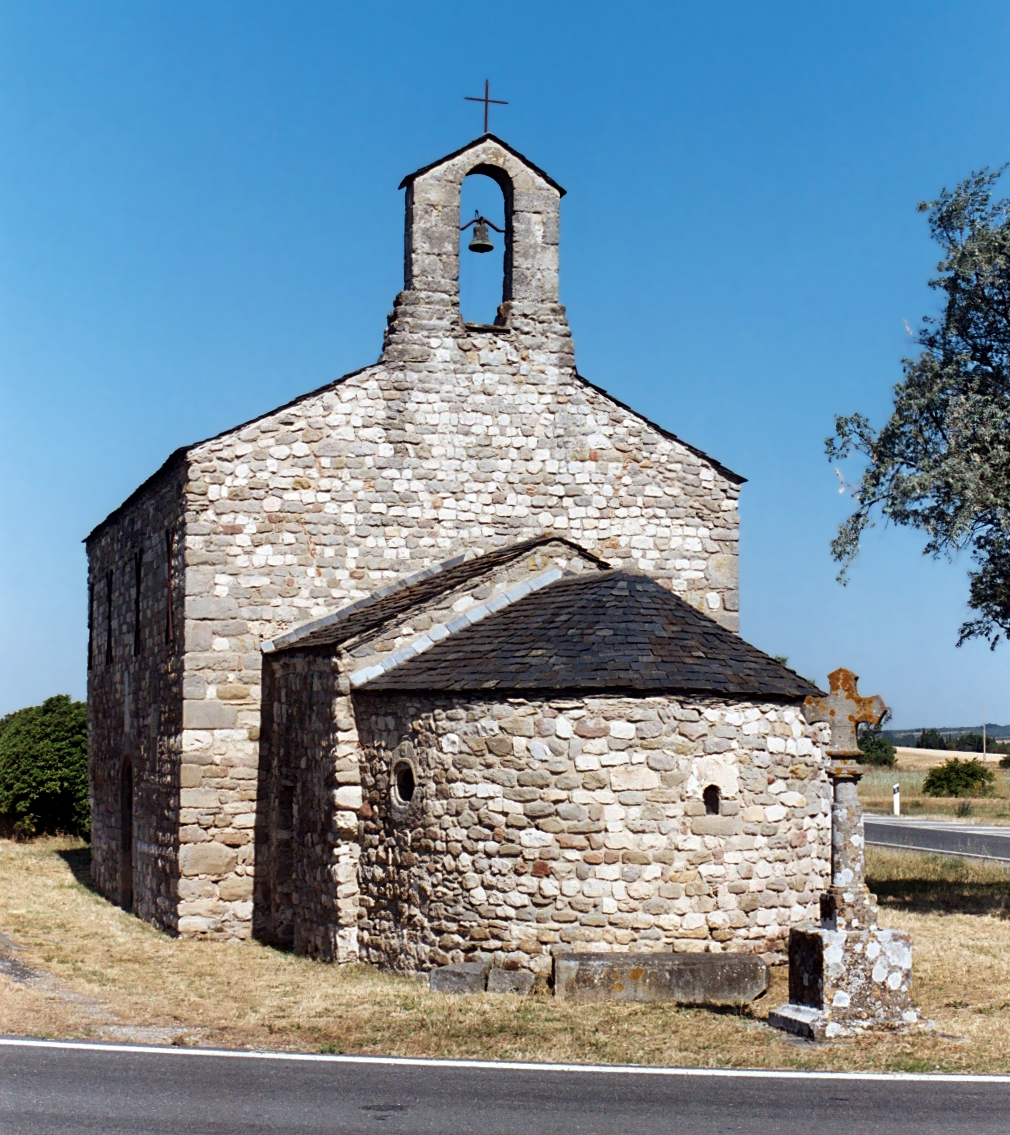
Chapelle de la Madeleine.
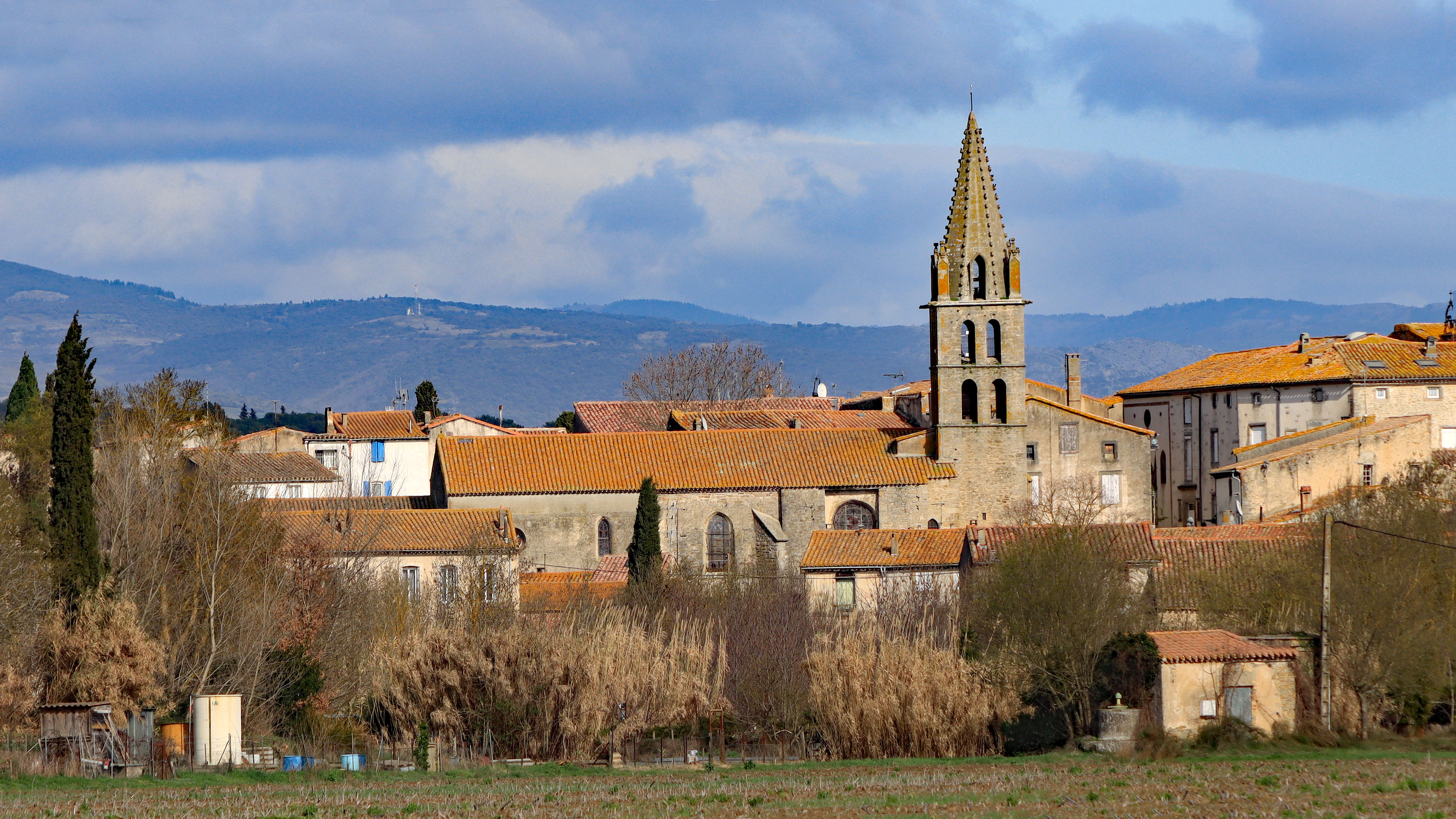
Église Saint-Jean-Baptiste.
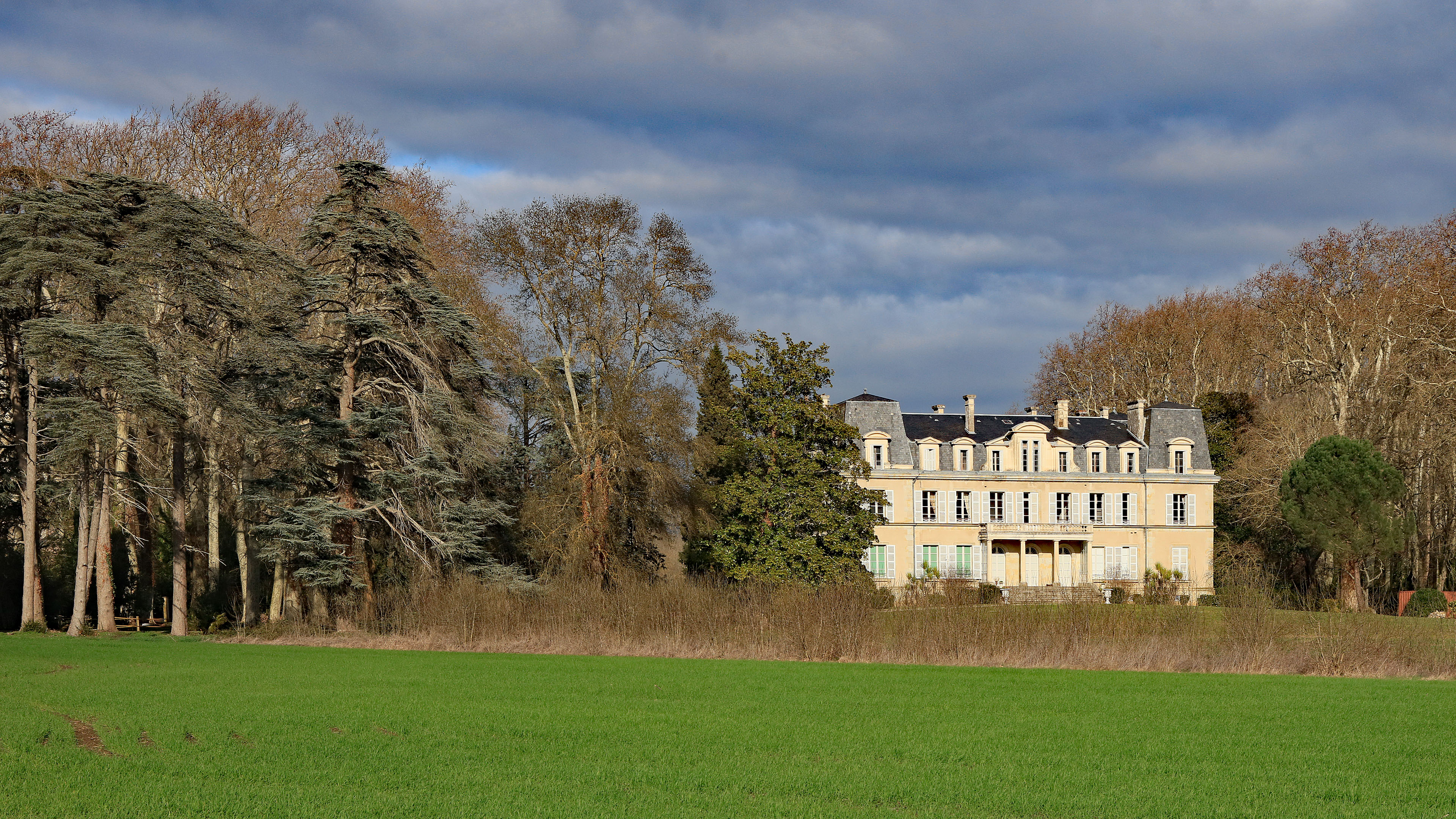
Château d'Alzau.

### Héraldique
| Blason de Pezens | Blason  | De sinople à trois billettes d'argent posées et rangées en pal. |
| Blason de Pezens | Détails | Le statut officiel du blason reste à déterminer.                |